# ذا دوبروفنيكس
ذا دوبروفنيكس The Dubrovniks كانت فرقة روك أسترالية تكونت في أغسطس 1986 باسم ذا أدورابل وانز The Adorable Ones. 
في أوائل عام 1987 قاموا بتغيير اسمهم إلى ذا دوبروفنيكس نسبة إلى مدينة دوبروفنيك في كرواتيا، والتي كانت مسقط رأس اثنين من الأعضاء المؤسسين، رودي رادالي وبوريس سويدوفيتش. وكان كل من رادالي وزميله المؤسس جيمس بيكر قد أسسوا سابقًا فرقة هودو غورو Hoodoo Gurus في عام 1981. أصدرت المجموعة أربعة ألبومات، قبل أن يتم حلها في عام 1995.

## أعضاء
- غلين أرمسترونج – غيتار، غناء مساند (1990–1994)
- جيمس بيكر – الطبول، الإيقاع (1988-1994)
- كريستوفر فلين – غيتار، صوتي (1989-1993)
- رودي رادالي – غيتار، باس، غناء (1988-1989)
- بيتر سيمبسون – غيتار، بيانو، غناء (1988-1990)، (1993-1994)
- بوريس سوغدوفيتش — البيس، الجيتار، الغناء (1988–1994)
- توني ثيوليس – غيتار (أواخر الثمانينات)

## روابط خارجية
الموقع الرسمي